# Brevipalpus kasuriensis
Brevipalpus kasuriensis är en spindeldjursart som beskrevs av Mohammad Nazeer Chaudhri och Akbar 1985. Brevipalpus kasuriensis ingår i släktet Brevipalpus och familjen Tenuipalpidae. Inga underarter finns listade.